# Voleibol de praia nos Jogos Olímpicos de Verão de 2012 - Masculino

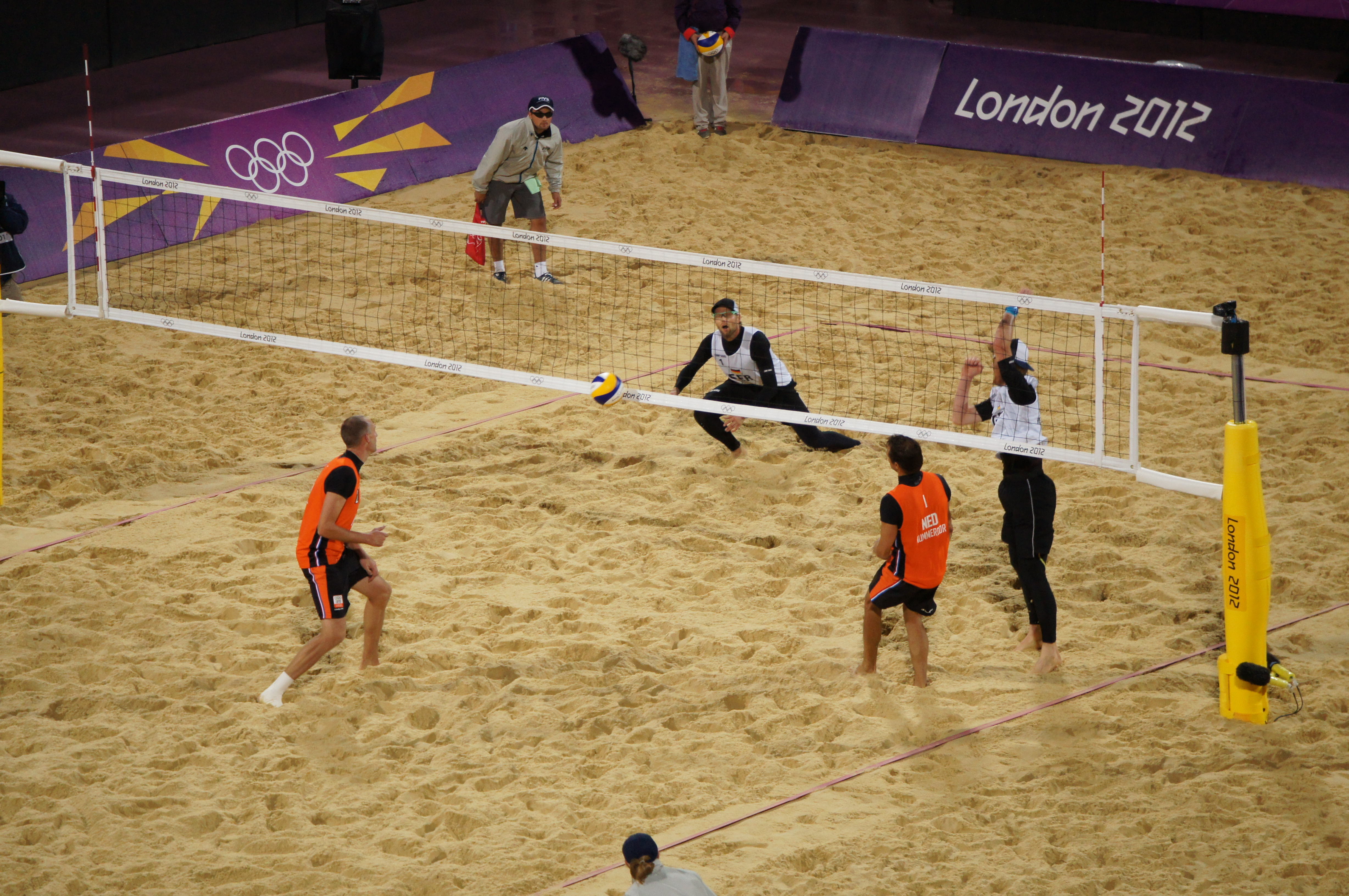
Partida semifinal entre as duplas da Alemanha e dos Países Baixos.

O torneio masculino de voleibol de praia nos Jogos Olímpicos de Verão de 2012 foi realizado no Horse Guards Parade entre 28 de julho e 9 de agosto.
Vinte e quatro duplas participaram da competição, sendo que cada Comitê Olímpico Nacional poderia enviar um máximo de duas duplas. As duplas foram divididas em seis grupos de quatro equipes cada, com as duas primeiras de cada grupo avançando a fase final. As duas melhores duplas terceiro colocadas nos grupos também avançaram, e as quatro restantes disputaram uma fase extra de play-offs (lucky loser) para determinar mais dois classificados, totalizando as 16 duplas nas oitavas de final. A partir dessa etapa a competição foi realizada em eliminatória direta, com as quartas de final, semifinal e finais.

## Medalhistas
| Ouro   | GER Julius Brink e Jonas Reckermann |
| Prata  | BRA Alison Cerutti e Emanuel Rego   |
| Bronze | LAT Mārtiņš Pļaviņš e Jānis Šmēdiņš |

## Cabeças de chave
| Pos. | Dupla                                    | CON                 |
| ---- | ---------------------------------------- | ------------------- |
| 1    | Alison Cerutti – Emanuel Rego            | BRA Brasil          |
| 2    | Phil Dalhausser – Todd Rogers            | USA Estados Unidos  |
| 3    | Julius Brink – Jonas Reckermann          | GER Alemanha        |
| 4    | Jake Gibb – Sean Rosenthal               | USA Estados Unidos  |
| 5    | Reinder Nummerdor – Richard Schuil       | NED Países Baixos   |
| 6    | John Garcia Thompson – Steve Grotowski   | GBR Grã-Bretanha    |
| 7    | Pedro Cunha – Ricardo Alex Santos        | BRA Brasil          |
| 8    | Jonathan Erdmann – Kay Matysik           | GER Alemanha        |
| 9    | Grzegorz Fijałek – Mariusz Prudel        | POL Polônia         |
| 10   | Wu Penggen – Xu Linyin                   | CHN China           |
| 11   | Adrián Gavira – Pablo Herrera            | ESP Espanha         |
| 12   | Jefferson Bellaguarda – Patrick Heuscher | SUI Suíça           |
| 13   | Daniele Lupo – Paolo Nicolai             | ITA Itália          |
| 14   | Petr Beneš – Přemysl Kubala              | CZE República Checa |
| 15   | Sébastien Chevallier – Sascha Heyer      | SUI Suíça           |
| 16   | Aleksandrs Samoilovs – Ruslans Sorokins  | LAT Letônia         |
| 17   | Mārtiņš Pļaviņš – Jānis Šmēdiņš          | LAT Letônia         |
| 18   | Tarjei Skarlund – Martin Spinnangr       | NOR Noruega         |
| 19   | Josh Binstock – Martin Reader            | CAN Canadá          |
| 20   | Igor Hernández – Jesús Villafañe         | VEN Venezuela       |
| 21   | Freedom Chiya – Grant Goldschmidt        | RSA África do Sul   |
| 22   | Sergey Prokopyev – Konstantin Semenov    | RUS Rússia          |
| 23   | Kentaro Asahi – Katsuhiro Shiratori      | JPN Japão           |
| 24   | Clemens Doppler – Alexander Horst        | AUT Áustria         |

## Fase de grupos
Todos as partidas seguem o horário de Londres (UTC+1).

### Grupo A
|     |                            |     | Jogos | Jogos | Jogos | Pontos | Pontos | Pontos | Sets | Sets | Sets  |
| Pos | Equipe                     | Pts | T     | V     | D     | V      | P      | R      | V    | P    | R     |
| --- | -------------------------- | --- | ----- | ----- | ----- | ------ | ------ | ------ | ---- | ---- | ----- |
| 1   | BRA Alison – Emanuel       | 6   | 3     | 3     | 0     | 6      | 1      | 6.000  | 145  | 123  | 1.179 |
| 2   | SUI Bellaguarda – Heuscher | 4   | 3     | 1     | 2     | 2      | 4      | 0.500  | 111  | 118  | 0.941 |
| 3   | ITA Lupo – Nicolai         | 4   | 3     | 1     | 2     | 2      | 4      | 0.500  | 119  | 126  | 0.944 |
| 4   | AUT Doppler – Horst        | 4   | 3     | 1     | 2     | 3      | 4      | 0.750  | 128  | 136  | 0.941 |

| 29 de julho 11:00 Relatório | BRA Alison – Emanuel | 2 – 1             | AUT Doppler – Horst | Horse Guards Parade Árbitro(s): USA Daniel Apol POL Agnieszka Myszkowska |
| 29 de julho 11:00 Relatório | 19 21 16             | Set 1 Set 2 Set 3 | 21 17 14            | Horse Guards Parade Árbitro(s): USA Daniel Apol POL Agnieszka Myszkowska |

| 29 de julho 23:00 Relatório | SUI Bellaguarda – Heuscher | 0 – 2       | ITA Lupo – Nicolai | Horse Guards Parade Árbitro(s): CAN Darryl Friesen POR Rui Carvalho |
| 29 de julho 23:00 Relatório | 19 18                      | Set 1 Set 2 | 21                 | Horse Guards Parade Árbitro(s): CAN Darryl Friesen POR Rui Carvalho |

| 31 de julho 10:00 Relatório | BRA Alison – Emanuel | 2 – 0       | SUI Bellaguarda – Heuscher | Horse Guards Parade Árbitro(s): CHN Wang Leijun USA Daniel Apol |
| 31 de julho 10:00 Relatório | 21                   | Set 1 Set 2 | 17 12                      | Horse Guards Parade Árbitro(s): CHN Wang Leijun USA Daniel Apol |

| 31 de julho 22:00 Relatório | ITA Lupo – Nicolai | 0 – 2       | AUT Doppler – Horst | Horse Guards Parade Árbitro(s): POR Rui Carvalho CAN Darryl Friesen |
| 31 de julho 22:00 Relatório | 18 17              | Set 1 Set 2 | 21                  | Horse Guards Parade Árbitro(s): POR Rui Carvalho CAN Darryl Friesen |

| 2 de agosto 10:00 Relatório | BRA Alison – Emanuel | 2 – 0       | ITA Lupo – Nicolai | Horse Guards Parade Árbitro(s): FRA Marc Berard CAN Darryl Friesen |
| 2 de agosto 10:00 Relatório | 26 21                | Set 1 Set 2 | 24 18              | Horse Guards Parade Árbitro(s): FRA Marc Berard CAN Darryl Friesen |

| 2 de agosto 20:00 Relatório | SUI Bellaguarda – Heuscher | 2 – 0       | AUT Doppler – Horst | Horse Guards Parade Árbitro(s): ESP José Padrón POL Agnieszka Myszkowska |
| 2 de agosto 20:00 Relatório | 24 21                      | Set 1 Set 2 | 22 12               | Horse Guards Parade Árbitro(s): ESP José Padrón POL Agnieszka Myszkowska |

### Grupo B
|     |                         |     | Jogos | Jogos | Jogos | Pontos | Pontos | Pontos | Sets | Sets | Sets  |
| Pos | Equipe                  | Pts | T     | V     | D     | V      | P      | R      | V    | P    | R     |
| --- | ----------------------- | --- | ----- | ----- | ----- | ------ | ------ | ------ | ---- | ---- | ----- |
| 1   | USA Dalhausser – Rogers | 6   | 3     | 3     | 0     | 6      | 1      | 6.000  | 139  | 109  | 1.275 |
| 2   | ESP Gavira – Herrera    | 5   | 3     | 2     | 1     | 5      | 2      | 2.500  | 139  | 133  | 1.045 |
| 3   | CZE Beneš – Kubala      | 4   | 3     | 1     | 2     | 2      | 5      | 0.400  | 120  | 128  | 0.938 |
| 4   | JPN Asahi – Shiratori   | 3   | 3     | 0     | 3     | 1      | 6      | 0.167  | 110  | 138  | 0.797 |

| 29 de julho 10:00 Relatório | ESP Gavira – Herrera | 2 – 0       | CZE Beneš – Kubala | Horse Guards Parade Árbitro(s): POR Rui Carvalho CAN Darryl Friesen |
| 29 de julho 10:00 Relatório | 25 21                | Set 1 Set 2 | 23 16              | Horse Guards Parade Árbitro(s): POR Rui Carvalho CAN Darryl Friesen |

| 29 de julho 22:00 Relatório | USA Dalhausser – Rogers | 2 – 0       | JPN Asahi – Shiratori | Horse Guards Parade Árbitro(s): GBR Damien Searle NZL Richard Casutt |
| 29 de julho 22:00 Relatório | 21                      | Set 1 Set 2 | 15 16                 | Horse Guards Parade Árbitro(s): GBR Damien Searle NZL Richard Casutt |

| 31 de julho 09:00 Relatório | CZE Beneš – Kubala | 2 – 1             | JPN Asahi – Shiratori | Horse Guards Parade Árbitro(s): GBR Damien Searle POR Rui Carvalho |
| 31 de julho 09:00 Relatório | 17 21 15           | Set 1 Set 2 Set 3 | 21 12 7               | Horse Guards Parade Árbitro(s): GBR Damien Searle POR Rui Carvalho |

| 31 de julho 21:00 Relatório | USA Dalhausser – Rogers | 2 – 1             | ESP Gavira – Herrera | Horse Guards Parade Árbitro(s): FRA Marc Berard GBR Damien Searle |
| 31 de julho 21:00 Relatório | 19 21 15                | Set 1 Set 2 Set 3 | 21 16 13             | Horse Guards Parade Árbitro(s): FRA Marc Berard GBR Damien Searle |

| 2 de agosto 14:30 Relatório | ESP Gavira – Herrera | 2 – 0       | JPN Asahi – Shiratori | Horse Guards Parade Árbitro(s): CHN Wang Leijun GBR Gregory Thompson |
| 2 de agosto 14:30 Relatório | 21 22                | Set 1 Set 2 | 19 20                 | Horse Guards Parade Árbitro(s): CHN Wang Leijun GBR Gregory Thompson |

| 2 de agosto 21:00 Relatório | USA Dalhausser – Rogers | 2 – 0       | CZE Beneš – Kubala | Horse Guards Parade Árbitro(s): SUI Jonas Personeni CAN Darryl Friesen |
| 2 de agosto 21:00 Relatório | 21                      | Set 1 Set 2 | 13 15              | Horse Guards Parade Árbitro(s): SUI Jonas Personeni CAN Darryl Friesen |

### Grupo C
|     |                         |     | Jogos | Jogos | Jogos | Pontos | Pontos | Pontos | Sets | Sets | Sets  |
| Pos | Equipe                  | Pts | T     | V     | D     | V      | P      | R      | V    | P    | R     |
| --- | ----------------------- | --- | ----- | ----- | ----- | ------ | ------ | ------ | ---- | ---- | ----- |
| 1   | GER Brink – Reckermann  | 6   | 3     | 3     | 0     | 6      | 1      | 6.000  | 133  | 114  | 1.167 |
| 2   | SUI Chevallier – Heyer  | 5   | 3     | 2     | 1     | 4      | 4      | 1.000  | 145  | 151  | 0.960 |
| 3   | RUS Prokopyev – Semenov | 4   | 3     | 1     | 2     | 3      | 5      | 0.600  | 157  | 163  | 0.963 |
| 4   | CHN Wu – Xu             | 3   | 3     | 0     | 3     | 3      | 6      | 0.500  | 157  | 164  | 0.957 |

| 28 de julho 12:00 Relatório | GER Brink – Reckermann | 2 – 0       | RUS Prokopyev – Semenov | Horse Guards Parade Árbitro(s): CHN Wang Leijun MEX Miguel Ramírez |
| 28 de julho 12:00 Relatório | 21                     | Set 1 Set 2 | 19 17                   | Horse Guards Parade Árbitro(s): CHN Wang Leijun MEX Miguel Ramírez |

| 28 de julho 14:30 Relatório | CHN Wu – Xu | 1 – 2             | SUI Chevallier – Heyer | Horse Guards Parade Árbitro(s): ESP José Padrón FRA Marc Berard |
| 28 de julho 14:30 Relatório | 21 16 12    | Set 1 Set 2 Set 3 | 18 21 15               | Horse Guards Parade Árbitro(s): ESP José Padrón FRA Marc Berard |

| 30 de julho 14:30 Relatório | GER Brink – Reckermann | 2 – 1             | CHN Wu – Xu | Horse Guards Parade Árbitro(s): CAN Darryl Friesen GBR Damien Searle |
| 30 de julho 14:30 Relatório | 13 21 15               | Set 1 Set 2 Set 3 | 21 19 8     | Horse Guards Parade Árbitro(s): CAN Darryl Friesen GBR Damien Searle |

| 30 de julho 20:00 Relatório | SUI Chevallier – Heyer | 2 – 1             | RUS Prokopyev – Semenov | Horse Guards Parade Árbitro(s): AUS Catriona Tweedie NZL Richard Casutt |
| 30 de julho 20:00 Relatório | 28 18 15               | Set 1 Set 2 Set 3 | 26 21 13                | Horse Guards Parade Árbitro(s): AUS Catriona Tweedie NZL Richard Casutt |

| 1 de agosto 11:00 Relatório | CHN Wu – Xu | 1 – 2             | RUS Prokopyev – Semenov | Horse Guards Parade Árbitro(s): BRA Maria Villas-Boas ESP José Padrón |
| 1 de agosto 11:00 Relatório | 27 21 12    | Set 1 Set 2 Set 3 | 29 17 15                | Horse Guards Parade Árbitro(s): BRA Maria Villas-Boas ESP José Padrón |

| 1 de agosto 21:00 Relatório | GER Brink – Reckermann | 2 – 0       | SUI Chevallier – Heyer | Horse Guards Parade Árbitro(s): ESP José Padrón ARG Osvaldo Sumavil |
| 1 de agosto 21:00 Relatório | 21                     | Set 1 Set 2 | 14 16                  | Horse Guards Parade Árbitro(s): ESP José Padrón ARG Osvaldo Sumavil |

### Grupo D
|     |                          |     | Jogos | Jogos | Jogos | Pontos | Pontos | Pontos | Sets | Sets | Sets  |
| Pos | Equipe                   | Pts | T     | V     | D     | V      | P      | R      | V    | P    | R     |
| --- | ------------------------ | --- | ----- | ----- | ----- | ------ | ------ | ------ | ---- | ---- | ----- |
| 1   | USA Gibb – Rosenthal     | 5   | 3     | 2     | 1     | 4      | 2      | 2.000  | 119  | 89   | 1.337 |
| 2   | POL Fijałek – Prudel     | 5   | 3     | 2     | 1     | 5      | 2      | 2.500  | 132  | 115  | 1.148 |
| 3   | LAT Samoilovs – Sorokins | 5   | 3     | 2     | 1     | 4      | 3      | 1.333  | 116  | 113  | 1.027 |
| 4   | RSA Chiya – Goldschmidt  | 3   | 3     | 0     | 3     | 0      | 6      | 0.000  | 76   | 126  | 0.603 |

| 28 de julho 11:00 Relatório | POL Fijałek – Prudel | 1 – 2             | LAT Samoilovs – Sorokins | Horse Guards Parade Árbitro(s): CAN Darryl Friesen USA Daniel Apol |
| 28 de julho 11:00 Relatório | 21 15 12             | Set 1 Set 2 Set 3 | 12 21 15                 | Horse Guards Parade Árbitro(s): CAN Darryl Friesen USA Daniel Apol |

| 28 de julho 22:00 Relatório | USA Gibb – Rosenthal | 2 – 0       | RSA Chiya – Goldschmidt | Horse Guards Parade Árbitro(s): ARG Osvaldo Sumavil AUS Catriona Tweedle |
| 28 de julho 22:00 Relatório | 21                   | Set 1 Set 2 | 10 11                   | Horse Guards Parade Árbitro(s): ARG Osvaldo Sumavil AUS Catriona Tweedle |

| 30 de julho 12:00 Relatório | LAT Samoilovs – Sorokins | 2 – 0       | RSA Chiya – Goldschmidt | Horse Guards Parade Árbitro(s): GBR Gregory Thompson SUI Jonas Personeni |
| 30 de julho 12:00 Relatório | 21                       | Set 1 Set 2 | 13 10                   | Horse Guards Parade Árbitro(s): GBR Gregory Thompson SUI Jonas Personeni |

| 30 de julho 21:00 Relatório | USA Gibb – Rosenthal | 0 – 2       | POL Fijałek – Prudel | Horse Guards Parade Árbitro(s): ESP José Padrón ARG Osvaldo Sumavil |
| 30 de julho 21:00 Relatório | 17 18                | Set 1 Set 2 | 21                   | Horse Guards Parade Árbitro(s): ESP José Padrón ARG Osvaldo Sumavil |

| 1 de agosto 12:00 Relatório | POL Fijałek – Prudel | 2 – 0       | RSA Chiya – Goldschmidt | Horse Guards Parade Árbitro(s): AUS Catriona Tweedie NZL Richard Casutt |
| 1 de agosto 12:00 Relatório | 21                   | Set 1 Set 2 | 19 13                   | Horse Guards Parade Árbitro(s): AUS Catriona Tweedie NZL Richard Casutt |

| 1 de agosto 16:30 Relatório | USA Gibb – Rosenthal | 2 – 0       | LAT Samoilovs – Sorokins | Horse Guards Parade Árbitro(s): CAN Darryl Friesen POR Rui Carvalho |
| 1 de agosto 16:30 Relatório | 21                   | Set 1 Set 2 | 10 16                    | Horse Guards Parade Árbitro(s): CAN Darryl Friesen POR Rui Carvalho |

### Grupo E
|     |                           |     | Jogos | Jogos | Jogos | Pontos | Pontos | Pontos | Sets | Sets | Sets  |
| Pos | Equipe                    | Pts | T     | V     | D     | V      | P      | R      | V    | P    | R     |
| --- | ------------------------- | --- | ----- | ----- | ----- | ------ | ------ | ------ | ---- | ---- | ----- |
| 1   | LAT Pļaviņš – Šmēdiņš     | 6   | 3     | 3     | 0     | 6      | 1      | 6.000  | 141  | 113  | 1.248 |
| 2   | NED Nummerdor – Schuil    | 5   | 3     | 2     | 1     | 4      | 3      | 1.333  | 127  | 116  | 1.095 |
| 3   | GER Erdmann – Matysik     | 4   | 3     | 1     | 2     | 3      | 5      | 0.600  | 132  | 148  | 0.892 |
| 4   | VEN Hernández – Villafañe | 3   | 3     | 0     | 3     | 2      | 6      | 0.333  | 128  | 151  | 0.848 |

| 29 de julho 14:30 Relatório | NED Nummerdor – Schuil | 2 – 1             | VEN Hernández – Villafañe | Horse Guards Parade Árbitro(s): ESP José Padrón USA Daniel Apol |
| 29 de julho 14:30 Relatório | 21 17 15               | Set 1 Set 2 Set 3 | 18 21 10                  | Horse Guards Parade Árbitro(s): ESP José Padrón USA Daniel Apol |

| 29 de julho 15:30 Relatório | GER Erdmann – Matysik | 1 – 2             | LAT Pļaviņš – Šmēdiņš | Horse Guards Parade Árbitro(s): ARG Osvaldo Sumavil GBR Gregory Thompson |
| 29 de julho 15:30 Relatório | 21 21 9               | Set 1 Set 2 Set 3 | 19 23 15              | Horse Guards Parade Árbitro(s): ARG Osvaldo Sumavil GBR Gregory Thompson |

| 31 de julho 14:30 Relatório | LAT Pļaviņš – Šmēdiņš | 2 – 0       | VEN Hernández – Villafañe | Horse Guards Parade Árbitro(s): ESP José Padrón AUS Catriona Tweedie |
| 31 de julho 14:30 Relatório | 21                    | Set 1 Set 2 | 14 16                     | Horse Guards Parade Árbitro(s): ESP José Padrón AUS Catriona Tweedie |

| 31 de julho 15:30 Relatório | NED Nummerdor – Schuil | 2 – 0       | GER Erdmann – Matysik | Horse Guards Parade Árbitro(s): USA Daniel Apol GBR Gregory Thompson |
| 31 de julho 15:30 Relatório | 21                     | Set 1 Set 2 | 9 16                  | Horse Guards Parade Árbitro(s): USA Daniel Apol GBR Gregory Thompson |

| 2 de agosto 09:00 Relatório | NED Nummerdor – Schuil | 0 – 2       | LAT Pļaviņš – Šmēdiņš | Horse Guards Parade Árbitro(s): SUI Jonas Personeni GBR Damien Searle |
| 2 de agosto 09:00 Relatório | 14 18                  | Set 1 Set 2 | 21                    | Horse Guards Parade Árbitro(s): SUI Jonas Personeni GBR Damien Searle |

| 2 de agosto 15:30 Relatório | GER Erdmann – Matysik | 2 – 1             | VEN Hernández – Villafañe | Horse Guards Parade Árbitro(s): BRA Maria Villas-Boas AUS Catriona Tweedie |
| 2 de agosto 15:30 Relatório | 20 21 15              | Set 1 Set 2 Set 3 | 22 16 11                  | Horse Guards Parade Árbitro(s): BRA Maria Villas-Boas AUS Catriona Tweedie |

### Grupo F
|     |                                 |     | Jogos | Jogos | Jogos | Pontos | Pontos | Pontos | Sets | Sets | Sets  |
| Pos | Equipe                          | Pts | T     | V     | D     | V      | P      | R      | V    | P    | R     |
| --- | ------------------------------- | --- | ----- | ----- | ----- | ------ | ------ | ------ | ---- | ---- | ----- |
| 1   | BRA Ricardo – Cunha             | 6   | 3     | 3     | 0     | 6      | 0      | MAX    | 129  | 101  | 1.277 |
| 2   | NOR Skarlund – Spinnangr        | 5   | 3     | 2     | 1     | 4      | 2      | 2.000  | 117  | 107  | 1.093 |
| 3   | CAN Binstock – Reader           | 4   | 3     | 1     | 2     | 2      | 4      | 0.500  | 114  | 119  | 0.958 |
| 4   | GBR Garcia Thompson – Grotowski | 3   | 3     | 0     | 3     | 0      | 6      | 0.000  | 94   | 127  | 0.740 |

| 28 de julho 16:30 Relatório | GBR Garcia Thompson – Grotowski | 0 – 2       | CAN Binstock – Reader | Horse Guards Parade Árbitro(s): NZL Richard Casutt ARG Osvaldo Sumavil |
| 28 de julho 16:30 Relatório | 19 13                           | Set 1 Set 2 | 21                    | Horse Guards Parade Árbitro(s): NZL Richard Casutt ARG Osvaldo Sumavil |

| 28 de julho 20:00 Relatório | BRA Ricardo – Cunha | 2 – 0       | NOR Skarlund – Spinnangr | Horse Guards Parade Árbitro(s): SUI Jonas Personeni ESP José Padrón |
| 28 de julho 20:00 Relatório | 21                  | Set 1 Set 2 | 14 18                    | Horse Guards Parade Árbitro(s): SUI Jonas Personeni ESP José Padrón |

| 30 de julho 11:00 Relatório | NOR Skarlund – Spinnangr | 2 – 0       | CAN Binstock – Reader | Horse Guards Parade Árbitro(s): MEX Miguel Ramírez ESP José Padrón |
| 30 de julho 11:00 Relatório | 21                       | Set 1 Set 2 | 14 18                 | Horse Guards Parade Árbitro(s): MEX Miguel Ramírez ESP José Padrón |

| 30 de julho 17:30 Relatório | GBR Garcia Thompson – Grotowski | 0 – 2       | BRA Ricardo – Cunha | Horse Guards Parade Árbitro(s): FRA Marc Berard AUS Catriona Tweedie |
| 30 de julho 17:30 Relatório | 17 12                           | Set 1 Set 2 | 21                  | Horse Guards Parade Árbitro(s): FRA Marc Berard AUS Catriona Tweedie |

| 1 de agosto 17:30 Relatório | GBR Garcia Thompson – Grotowski | 0 – 2       | NOR Skarlund – Spinnangr | Horse Guards Parade Árbitro(s): CHN Wang Leijun SUI Jonas Personeni |
| 1 de agosto 17:30 Relatório | 20 13                           | Set 1 Set 2 | 22 21                    | Horse Guards Parade Árbitro(s): CHN Wang Leijun SUI Jonas Personeni |

| 1 de agosto 20:00 Relatório | BRA Ricardo – Cunha | 2 – 0       | CAN Binstock – Reader | Horse Guards Parade Árbitro(s): USA Daniel Apol AUS Catriona Tweedie |
| 1 de agosto 20:00 Relatório | 21 24               | Set 1 Set 2 | 18 22                 | Horse Guards Parade Árbitro(s): USA Daniel Apol AUS Catriona Tweedie |

### Play-offs
Das seis duplas que finalizaram a fase de grupos em terceiro lugar, duas se classificaram diretamente as oitavas de final. As quatro restantes disputaram essa fase a fim de determinar as outras duas duplas classificadas.
|     |                          |     | Jogos | Jogos | Jogos | Pontos | Pontos | Pontos | Sets | Sets | Sets  |
| Pos | Equipe                   | Pts | T     | V     | D     | V      | P      | R      | V    | P    | R     |
| --- | ------------------------ | --- | ----- | ----- | ----- | ------ | ------ | ------ | ---- | ---- | ----- |
| 1   | LAT Samoilovs – Sorokins | 5   | 3     | 2     | 1     | 4      | 3      | 1.333  | 116  | 113  | 1.027 |
| 2   | RUS Prokopyev – Semenov  | 4   | 3     | 1     | 2     | 3      | 5      | 0.600  | 157  | 163  | 0.963 |
| 3   | GER Erdmann – Matysik    | 4   | 3     | 1     | 2     | 3      | 5      | 0.600  | 132  | 148  | 0.892 |
| 4   | CAN Binstock – Reader    | 4   | 3     | 1     | 2     | 2      | 4      | 0.500  | 114  | 119  | 0.958 |
| 5   | ITA Lupo – Nicolai       | 4   | 3     | 1     | 2     | 2      | 4      | 0.500  | 119  | 126  | 0.944 |
| 6   | CZE Beneš – Kubala       | 4   | 3     | 1     | 2     | 2      | 5      | 0.400  | 120  | 128  | 0.938 |

| 2 de agosto 23:00 Relatório | CAN Binstock – Reader | 0 – 2       | ITA Lupo – Nicolai | Horse Guards Parade Árbitro(s): BRA Maria Villas-Boas ESP José Padrón |
| 2 de agosto 23:00 Relatório | 16 20                 | Set 1 Set 2 | 21 22              | Horse Guards Parade Árbitro(s): BRA Maria Villas-Boas ESP José Padrón |

| 2 de agosto 23:00 Relatório | GER Erdmann – Matysik | 2 – 1             | CZE Beneš – Kubala | Horse Guards Parade Árbitro(s): CAN Darryl Friesen SUI Jonas Personeni |
| 2 de agosto 23:00 Relatório | 15 21 15              | Set 1 Set 2 Set 3 | 21 19 13           | Horse Guards Parade Árbitro(s): CAN Darryl Friesen SUI Jonas Personeni |

## Fase final

### Oitavas de final
| 3 de agosto 10:00 Relatório | POL Fijałek – Prudel | 2 – 0       | SUI Chevallier – Heyer | Horse Guards Parade Árbitro(s): USA Daniel Apol MEX Miguel Ramírez |
| 3 de agosto 10:00 Relatório | 21                   | Set 1 Set 2 | 18 17                  | Horse Guards Parade Árbitro(s): USA Daniel Apol MEX Miguel Ramírez |

| 3 de agosto 13:00 Relatório | LAT Pļaviņš – Šmēdiņš | 2 – 0       | NOR Skarlund – Spinnangr | Horse Guards Parade Árbitro(s): NZL Richard Casutt ARG Osvaldo Sumavil |
| 3 de agosto 13:00 Relatório | 21                    | Set 1 Set 2 | 18 16                    | Horse Guards Parade Árbitro(s): NZL Richard Casutt ARG Osvaldo Sumavil |

| 3 de agosto 18:00 Relatório | ITA Lupo – Nicolai | 2 – 0       | USA Dalhausser – Rogers | Horse Guards Parade Árbitro(s): POR Rui Carvalho FRA Marc Berard |
| 3 de agosto 18:00 Relatório | 21                 | Set 1 Set 2 | 17 19                   | Horse Guards Parade Árbitro(s): POR Rui Carvalho FRA Marc Berard |

| 3 de agosto 21:00 Relatório | ESP Gavira – Herrera | 0 – 2       | BRA Ricardo – Cunha | Horse Guards Parade Árbitro(s): CAN Darryl Friesen GBR Damien Searle |
| 3 de agosto 21:00 Relatório | 18 19                | Set 1 Set 2 | 21                  | Horse Guards Parade Árbitro(s): CAN Darryl Friesen GBR Damien Searle |

| 4 de agosto 10:00 Relatório | BRA Alison – Emanuel | 2 – 0       | GER Erdmann – Matysik | Horse Guards Parade Árbitro(s): SUI Jonas Personeni EGY Amina El-Sergany |
| 4 de agosto 10:00 Relatório | 21                   | Set 1 Set 2 | 16 14                 | Horse Guards Parade Árbitro(s): SUI Jonas Personeni EGY Amina El-Sergany |

| 4 de agosto 14:00 Relatório | NED Nummerdor – Schuil | 2 – 0       | SUI Bellaguarda – Heuscher | Horse Guards Parade Árbitro(s): CAN Darryl Friesen NZL Richard Casutt |
| 4 de agosto 14:00 Relatório | 22 21                  | Set 1 Set 2 | 20 15                      | Horse Guards Parade Árbitro(s): CAN Darryl Friesen NZL Richard Casutt |

| 4 de agosto 17:00 Relatório | GER Brink – Reckermann | 2 – 0       | LAT Samoilovs – Sorokins | Horse Guards Parade Árbitro(s): ESP José Padrón GBR Damien Searle |
| 4 de agosto 17:00 Relatório | 21                     | Set 1 Set 2 | 12 17                    | Horse Guards Parade Árbitro(s): ESP José Padrón GBR Damien Searle |

| 4 de agosto 22:00 Relatório | RUS Prokopyev – Semenov | 0 – 2       | USA Gibb – Rosenthal | Horse Guards Parade Árbitro(s): CHN Wang Leijun CAN Darryl Friesen |
| 4 de agosto 22:00 Relatório | 14 20                   | Set 1 Set 2 | 21 22                | Horse Guards Parade Árbitro(s): CHN Wang Leijun CAN Darryl Friesen |

### Quartas de final
| 6 de agosto 18:00 Relatório | BRA Alison – Emanuel | 2 – 1             | POL Fijałek – Prudel | Horse Guards Parade Árbitro(s): FRA Marc Berard ARG Osvaldo Sumavil |
| 6 de agosto 18:00 Relatório | 21 16 17             | Set 1 Set 2 Set 3 | 17 21 15             | Horse Guards Parade Árbitro(s): FRA Marc Berard ARG Osvaldo Sumavil |

| 6 de agosto 19:00 Relatório | LAT Pļaviņš – Šmēdiņš | 2 – 1             | USA Gibb – Rosenthal | Horse Guards Parade Árbitro(s): SUI Jonas Personeni ESP José Padrón |
| 6 de agosto 19:00 Relatório | 19 21 15              | Set 1 Set 2 Set 3 | 21 18 11             | Horse Guards Parade Árbitro(s): SUI Jonas Personeni ESP José Padrón |

| 6 de agosto 22:00 Relatório | GER Brink – Reckermann | 2 – 0       | BRA Ricardo – Cunha | Horse Guards Parade Árbitro(s): CHN Wang Leijun GBR Damien Searle |
| 6 de agosto 22:00 Relatório | 21                     | Set 1 Set 2 | 15 19               | Horse Guards Parade Árbitro(s): CHN Wang Leijun GBR Damien Searle |

| 6 de agosto 23:00 Relatório | NED Nummerdor – Schuil | 2 – 0       | ITA Lupo – Nicolai | Horse Guards Parade Árbitro(s): BRA Maria Villas-Boas POR Rui Carvalho |
| 6 de agosto 23:00 Relatório | 21                     | Set 1 Set 2 | 16 18              | Horse Guards Parade Árbitro(s): BRA Maria Villas-Boas POR Rui Carvalho |

### Semifinal
| 7 de agosto 17:00 Relatório | BRA Alison – Emanuel | 2 – 0       | LAT Pļaviņš – Šmēdiņš | Horse Guards Parade Árbitro(s): ESP José Padrón POR Rui Carvalho |
| 7 de agosto 17:00 Relatório | 21 22                | Set 1 Set 2 | 15 20                 | Horse Guards Parade Árbitro(s): ESP José Padrón POR Rui Carvalho |

| 7 de agosto 23:00 Relatório | GER Brink – Reckermann | 2 – 0       | NED Nummerdor – Schuil | Horse Guards Parade Árbitro(s): USA Daniel Apol SUI Jonas Personeni |
| 7 de agosto 23:00 Relatório | 21                     | Set 1 Set 2 | 14 16                  | Horse Guards Parade Árbitro(s): USA Daniel Apol SUI Jonas Personeni |

### Disputa pelo bronze
| 9 de agosto 19:00 Relatório | LAT Pļaviņš – Šmēdiņš | 2 – 1             | NED Nummerdor – Schuil | Horse Guards Parade Árbitro(s): CHN Wang Leijun USA Daniel Apol |
| 9 de agosto 19:00 Relatório | 19 21 15              | Set 1 Set 2 Set 3 | 21 19 11               | Horse Guards Parade Árbitro(s): CHN Wang Leijun USA Daniel Apol |

### Final
| 9 de agosto 21:00 Relatório | BRA Alison – Emanuel | 1 – 2             | GER Brink – Reckermann | Horse Guards Parade Árbitro(s): POR Rui Carvalho GBR Damien Searle |
| 9 de agosto 21:00 Relatório | 21 14                | Set 1 Set 2 Set 3 | 23 16                  | Horse Guards Parade Árbitro(s): POR Rui Carvalho GBR Damien Searle |